# 帶鰭鸚嘴魚
帶鰭鸚嘴魚，為輻鰭魚綱鱸形目隆頭魚亞目鸚哥魚科的其中一種，分布於西大西洋區，從美國佛羅里達州、巴哈馬群島、百慕達群島至巴西海域，棲息深度2-25公尺，本魚體延長且側扁，頭部圓鈍，幼魚和年輕的成魚呈深橄欖色，上面有2條寬闊的深色條紋，上部條紋從吻尖通過眼睛到尾鰭基部中部，下部條紋從下巴通過胸鰭基部到下尾鰭基部，上條紋上方的白色區域延續到眼睛上方的頭前部周圍，背鰭硬棘9枚、背鰭軟條10枚、臀鰭硬棘3枚、臀鰭軟條9枚，體長可達35公分，壽命可達20年，棲息在沿海礁石區海域，以喙型齒板啃食珊瑚礁上的藻類為食，可最為食用魚及觀賞魚。

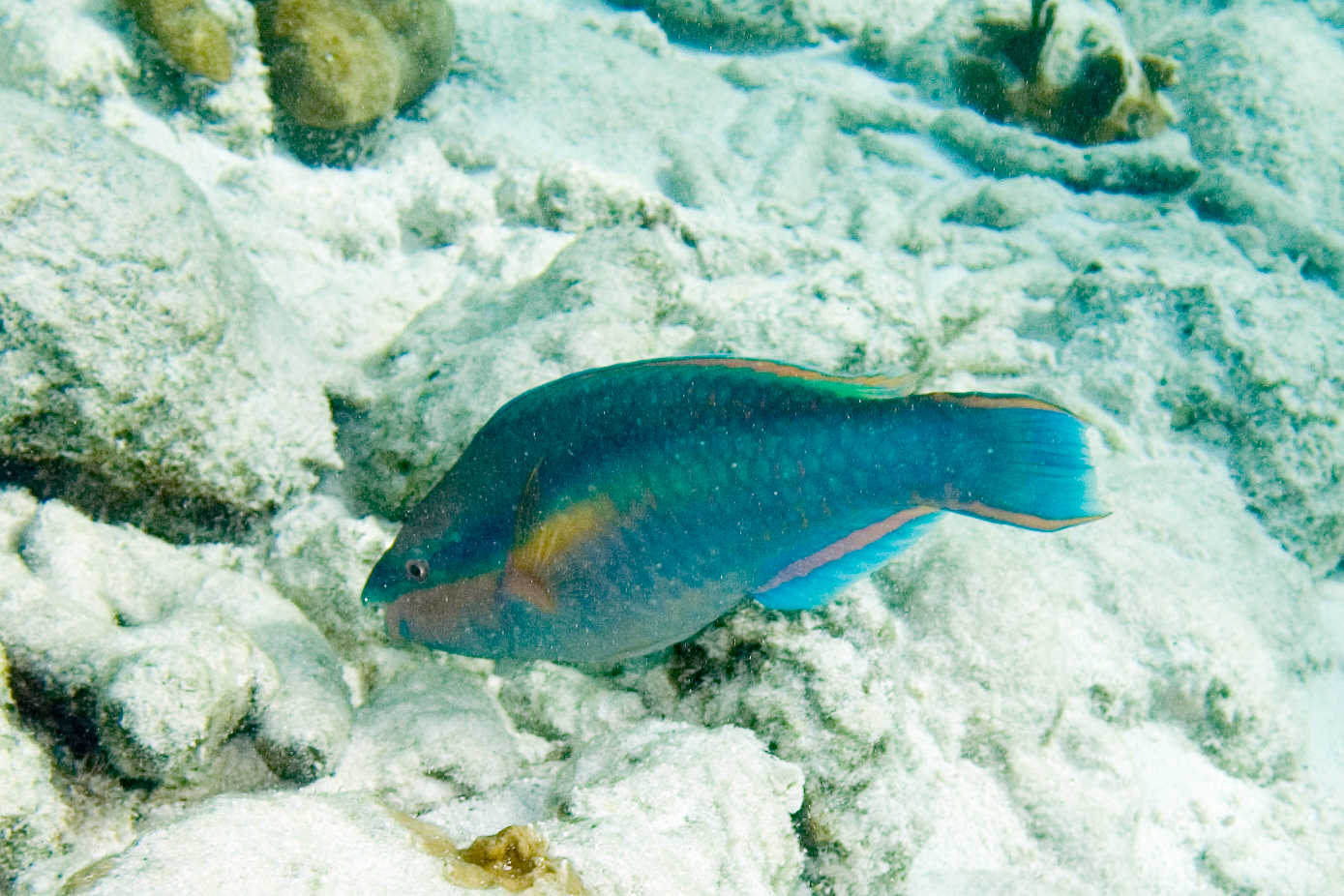
雄魚

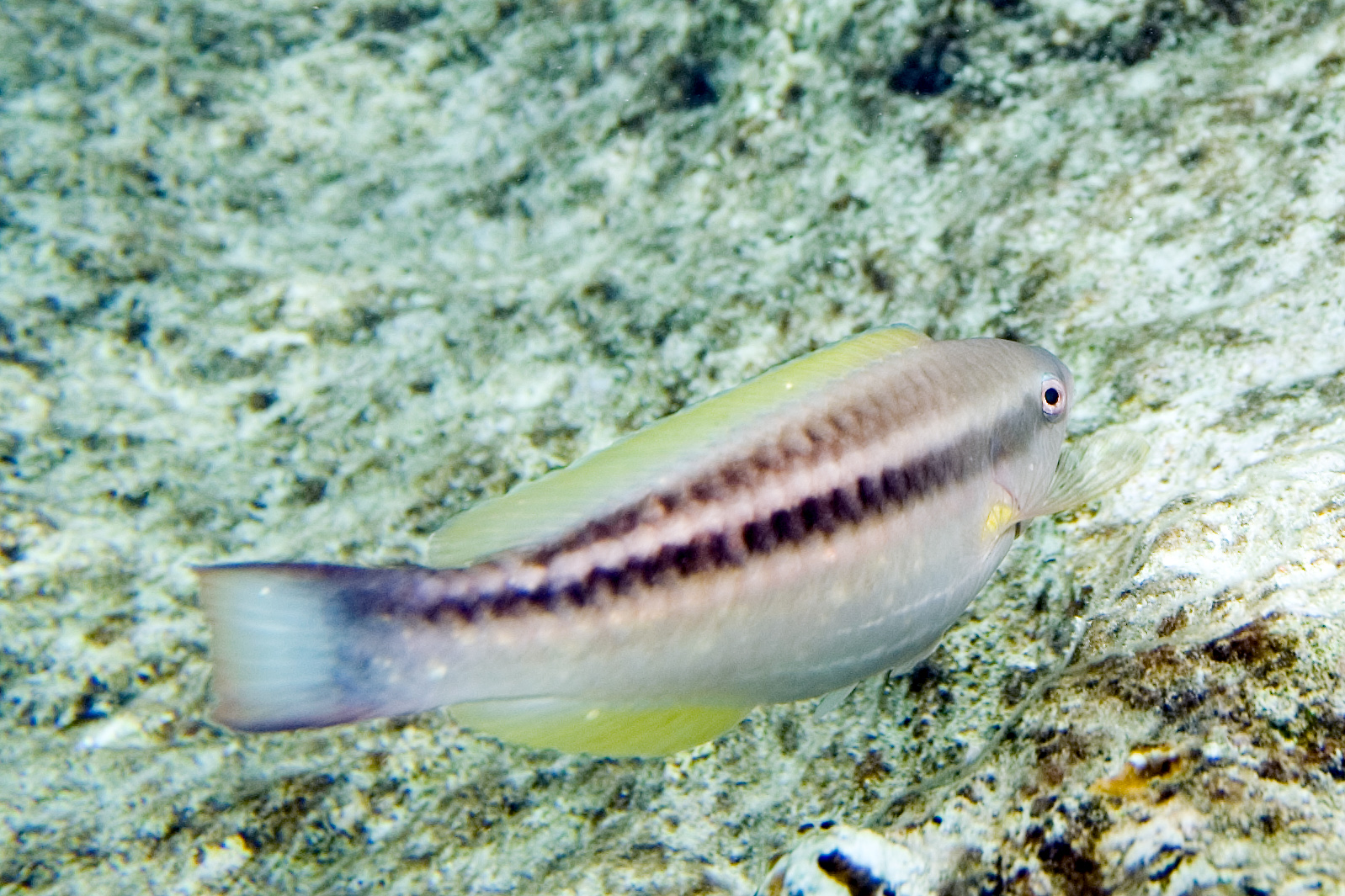
雌魚